# Département Rhein
Das Département Rhein war ein Département (Gebietskörperschaft) des Großherzogtums Berg, das von 1808 bis 1813 bestand.

## Geschichte
Mit Dekret Napoleons vom 14. November 1808 wurde die alte Gerichts- und Verwaltungsstruktur des Landes außer Kraft gesetzt und die in Frankreich seit der Revolution gültige Verwaltungsgliederung eingeführt. Das Großherzogtum Berg wurde dabei in vier Départements mit zwölf Arrondissements (Bezirke) und 78 Kantonen unterteilt. Auf der untersten Verwaltungsebene wurden später Munizipalitäten bzw. Mairien (Bürgermeistereien) gebildet.
Es bestand aus dem alten Herzogtum Berg, ohne Windeck und einen Teil des Amtes Blankenberg, aus den zuvor nassauischen und ursprünglich kurkölnischen Ämtern Vilich, Wolkenburg (Königswinter) und Deutz, aus den Herrschaften Broich, Styrum und Hardenberg sowie Elten, Essen und Werden und aus dem rechtsrheinischen Teil des Herzogtums Cleve, ohne Wesel (an Frankreich) sowie die Distrikte Huissen, Sevenaer und Malburgen (an Holland).
Das Rhein-Departement umfasste ab diesem Zeitpunkt die Hauptstadt Düsseldorf mit den vier Arrondissements
- Arrondissement Düsseldorf mit Kanton Düsseldorf, Kanton Ratingen, Kanton Velbert, Kanton Mettmann, Kanton Richrath und Kanton Opladen
- Arrondissement Elberfeld mit Kanton Elberfeld, Kanton Barmen, Kanton Ronsdorf, Kanton Lennep, Kanton Wipperfürth, Kanton Wermelskirchen und Kanton Solingen
- Arrondissement Mülheim mit Kanton Mülheim, Kanton Bensberg, Kanton Lindlar, Kanton Siegburg, Kanton Hennef, und Kanton Königswinter
- Arrondissement Essen mit Kanton Essen, Kanton Werden, Kanton Duisburg, Kanton Dinslaken, Kanton Emmerich, Kanton Rees und Kanton Ringenberg

Nach einer Bekanntmachung des Ministers des Innern vom 28. Januar 1811 wurde das vormalige Vest Recklinghausen mit dem Großherzogtum Berg vereinigt und dem Arrondissement Essen zugeordnet. Die Besitznahme erfolgte am 2. Februar 1811, das Gebiet gliederte sich in die Kantone Recklinghausen und Dorsten.

## Präfekten
- 1809–1812: Heinrich von Borcke
- 1812–12/1813: Franz von Spee